# International (motorfiets)
International is een historisch Japans merk van motorfietsen.
International begon in 1952 met de productie van lichte motorfietsjes met 150cc-kopklepmotoren. De productie werd echter al in 1957 beëindigd.